# میسی هیگینز
ملیسا موریسون هیگینز (متولد ۱۹ اوت ۱۹۸۳) خواننده، ترانه‌سرا و موسیقی‌دان استرالیایی است.
هیگینز در ملبورن از کریستوفر هیگینز، یک پزشک عمومی انگلیسی-استرالیایی، و مارگارت (با نام خانوادگی موریسون)، اپراتور مرکز مراقبت از کودکان استرالیایی متولد شد. خواهرش، نیکولا، هفت سال بزرگتر و برادرش، دیوید، شش سال بزرگتر است. هیگینز نواختن پیانو کلاسیک را از شش سالگی آموخت